# Jeb Spaulding

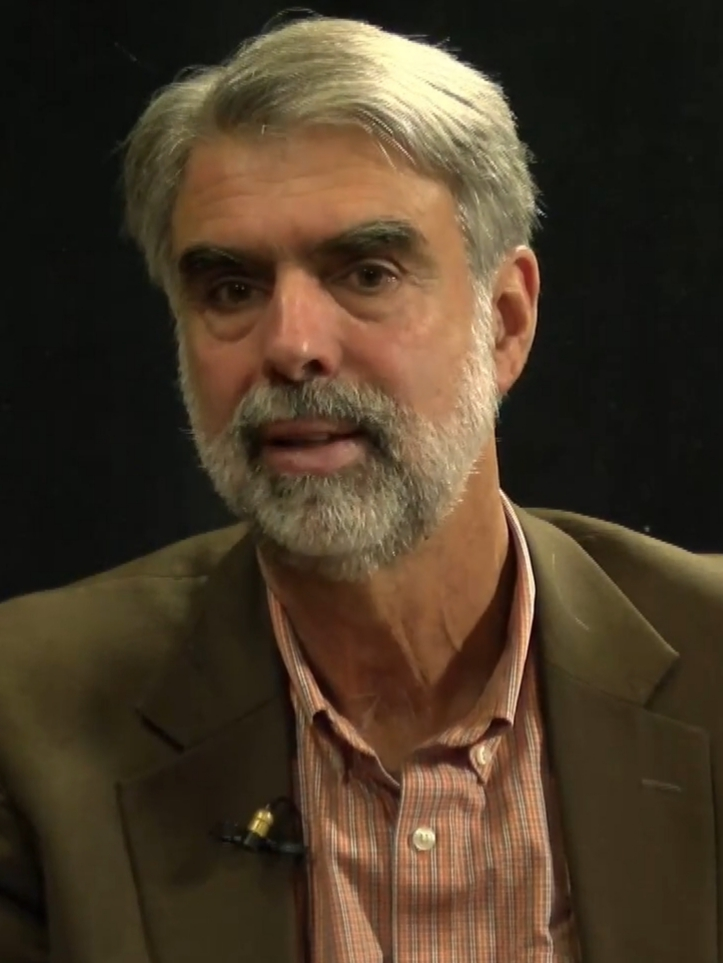
Jeb Spaulding, 2018

Jeb Spaulding, eigentlich George B. Spaulding (* 28. Dezember 1952 in Manchester-by-the-Sea, Massachusetts) ist ein US-amerikanischer Politiker, der von 2003 bis 2011 State Treasurer von Vermont war und seitdem Kanzler der Vermont State Colleges ist.

## Leben
Spaulding gründete den Radiosender WNCS FM 104.7 in Montpelier (Vermont) und war Partner der Precision Media, Inc. Zudem war er Direktor der Karriere- und Personalentwicklungsabteilung des Vermonter Department of Education sowie Direktor der Vermonter Academy of Science and Technology am Vermont Technical College. An der Norwich University war er als außerordentlicher Professor tätig.
Als Mitglied der Demokratischen Partei war er für das Washington County von 1985 bis 2001 Abgeordneter im Repräsentantenhaus von Vermont. Dort hatte er den Vorsitz im Ausschuss für Finanzen, im Ausschuss für Bildungsfragen, im gemeinsamen Finanzausschuss und im gemeinsamen Ausschuss für Verwaltungsregeln inne. Von 2003 bis 2001 war er Vermont State Treasurer und im Jahr 2009 Präsident der National Association of State Treasurers.
Im Jahr 2010 zog er eine Kandidatur um das Amt des Gouverneurs von Vermont in Betracht, entschloss sich jedoch für eine weitere Wiederwahl zum State Treasurer, die er mit einer Zustimmung von 90 Prozent gewann.
Im November 2010 wurde er vom Gouverneur Peter Shumlin zum Secretary of Administration, einem der wichtigen Kabinettsposten der Exekutive, nominiert. Er trat vom Amt des Treasurers im Januar 2011 zurück.
Im Januar 2015 legte Spaulding seine Tätigkeit als Secretary of Administration nieder und wurde Kanzler des Vermont State Colleges.